# Haplophyllum bastetanum
Haplophyllum bastetanum är en vinruteväxtart som beskrevs av F.B.Navarro, Suár.-sant. & Blanca. Haplophyllum bastetanum ingår i släktet Haplophyllum och familjen vinruteväxter. Inga underarter finns listade i Catalogue of Life.